# Лапо Пістеллі

## Біографія
Здобув вищу освіту в галузі політичних наук, читав курс політичної комунікації у Флорентійському університеті і зовнішньої політики Італії — в рамках «заморської навчальної програми» (Overseas Studies Program) Стенфордського університету у Флоренції, також викладав у багатьох зарубіжних університетах. Як журналіст Пістеллі висвітлював теми зовнішньої політики в газетах «Europa» і «l'Unità», співпрацював в газетах «Limes» і «Aspenia». У 1985—1995 роках працював в комунальному раді Флоренції, де в різний час курирував житлові питання і систему освіти. У 1987—1991 роках очолював секцію зовнішньої політики в молодіжній організації Християнсько-демократичної партії, в 1994 році очолив регіональне відділення партії в Тоскані. У 1999—2001 роках входив до національного секретаріат Італійської народної партії, в 2001 році став членом національного виконавчого органу партії «Маргаритка» і очолював структури міжнародних зв'язків спочатку в ній, а після її розпуску — в Демократичній партії.
Обирався депутатом нижньої палати парламенту XIII-го (1996—2001), XIV-го (2001—2004), XVI-го (2008—2013) та XVII-го (з 2013) скликань. 1 липня 2015 року достроково здав мандат, в 2004—2008 роках був депутатом Європарламенту від МДС і від ДП.
З 28 квітня 2013 року по 21 лютого 2014 року був заступником міністра закордонних справ в уряді Летта, з 22 лютого 2014 року — заступник міністра закордонних справ в уряді Ренці.
15 червня 2015 року Пистелли пішов у відставку з посади заступника міністра закордонних справ у зв'язку з призначенням на посаду старшого віце-президента корпорації Eni. В інтерв'ю газеті la Stampa він заявив, що сферою його відповідальності стане розвиток закордонного бізнесу компанії і підтримання зв'язків з акціонерами в Африці і на Близькому Сході. Дані твердження викликали суперечки про можливий конфлікт інтересів зважаючи попередньої роботи Пістеллі в МЗС.